# Kosan Prisen
Kosan Prisen er stiftet 1983 – på initiativ af Knud Tholstrup – af Kosan a/s, som en opmuntring til frimodig brug af ytringsfriheden. Sidste uddeling 1988.
Midlerne til Kosan Prisen blev stillet til rådighed af Kosan Gruppen, hvis ledelse godkendte de udpegede prismodtagere. 
- Prismodtagerne fik:
  - overrakt en vægtig sølvmedalje med inskriptionen: "TALE ER SØLV – TAVSHED ER UNDERKASTELSE"
  - en check på 50.000 kr.
  - frokost på Børsen

Knud Tholstrup motiverede, i en kort tale, årets valg af prismodtagere; der var en kort tale af indbudt æresgæst, Svend Tholstrup talte ved prisoverrækkelsen, hvorefter prismodtagerne forventedes at sige et par ord. 
Sølvmedaljen bærer prisens utvetydige motto: Tale er sølv – Tavshed er underkastelse.
Medaljen er udarbejdet af den tidligere chefmedaljør ved Den kgl. Mønt, billedhuggeren Harald Salomon efter design af Carsten Frölich. Medaljen findes på 'Den Kgl. Mønt og Medaljesamling' på Nationalmuseet, samt naturligvis hos prisvinderne.

## Modtagere af Kosan Prisen
1983
- Dagmar Andreasen, fabrikant
- Chr. Gandil, direktør, cand.polit.
- Svend Aage Hansen, professor, dr.polit.
- Steffen Møller, cheføkonom
- Kelvin Lindemann, forfatter

1984
- Mette Kryger, journalist
- O. Friis-Jensen, direktør
- Poul A. Jørgensen, lærer
- Jens Kirk, gårdejer

1985
- Hannah Kain, cand.scient.pol.
- Knud Meister, redaktør
- Bent Jensen, professor

1986
- Pia Kjærsgaard, MF
- Hans Rasmussen, fhv. forbundsformand
- Frank Dahlgaard, cand.polit.

1987
- Bjørn Svensson, redaktør, cand.polit.

1988
- Niels Arnth-Jensen. direktør, fhv. formand for Industrirådet
- Jens Toldstrup, fabrikant, tidl. nedkastningschef
- Steen Steensen, lektor, forfatter